# Tolsti Vrh (Slovenske Konjice, Slovenija)
Tolsti Vrh je naselje u slovenskoj Općini Slovenskim Konjicama. Tolsti Vrh se nalazi u pokrajini Štajerskoj i statističkoj regiji Savinjskoj. 

## Stanovništvo
Prema popisu stanovništva iz 2002. godine naselje je imalo 100 stanovnika.